# Trimerotropis latifasciata
Trimerotropis latifasciata is een rechtvleugelig insect uit de familie veldsprinkhanen (Acrididae). De wetenschappelijke naam van deze soort is voor het eerst geldig gepubliceerd in 1880 door Scudder.